# One Life (No-Angels-Lied)
One Life ist ein Lied der deutschen Pop-Girlgroup No Angels aus dem Jahr 2009. Es war die erste Veröffentlichung aus ihrem fünften Studioalbum Welcome to the Dance. Die Single erschien am 21. August 2009.

## Hintergrund
Nach ihrer Teilnahme am 53. Eurovision Song Contest im Mai 2008 in Belgrad, begannen die No Angels im Juli 2008 mit der Arbeit an ihrem fünften Studioalbum unter dem neuen Management von Khalid Schröder. Dafür reisten Lucy Diakovska, Nadja Benaissa, Sandy Mölling und Jessica Wahls mehrfach im Jahr 2008 nach Los Angeles. Nachdem alle vier Bandmitglieder zuvor bereits einzeln Songs für die Band geschrieben hatten, schrieben und komponierten sie in Los Angeles erstmals gemeinsam Lieder.
One Life war der erste Song, den Diakovska, Benaissa, Mölling und Wahls gemeinsam mit Nasri Atweh, Hakim Bell, Adam Dunkley und Adam Messinger schrieben. Er entstand im Rahmen der zweiten Studiosession der Band im September 2008 auf der Grundlage eines Instrumentals der Produzenten Akene „The Camp“ Dunkley und Hakim Bell. Für die No Angels stand bereits nach Fertigstellung von One Life fest, dass der Song die erste Single aus dem neuen Studioalbum Welcome to the Dance sein wird. Bandmitglied Benaissa beschreibt den Song als "Gesamtkunstwerk".

## Musikvideo
Das Musikvideo zu One Life wurde Anfang Juli 2009 unter der Regie von Ole Ziesemann in Berlin gedreht. Die Produktion übernahm die Firma Mutter & Vater Productions GmbH. Die Choreographie stammt von Marco da Silva, der zuvor bereits als Tänzer für die No Angels tätig war. Alle vier Bandmitglieder haben im Video eigene Kulissen und sind beim Refrain zusammen zu sehen. Das Video feierte am 21. Juli 2009 auf VIVA Premiere.

## Promotion
Zur Veröffentlichung der Single und ihres Albums Welcome to the Dance sangen die No Angels One Life im Jahr 2009 u. a. bei den folgenden Gelegenheiten: Konzert in Sankt Pölten (3. Juli, Weltpremiere), Sat.1-Frühstücksfernsehen (21. August, Akustik-Version), The Dome (21. August), ZDF-Fernsehgarten (23. August), KiKA Live (3. September), Festival Stars for Free (5. September), TV total Stock Car Crash Challenge (9. Oktober), Die neue Hitparade (10. Oktober) und Austria’s Next Topmodel (25. November).

## Rezeption

### Rezensionen
- BILD: „Der Sound: fröhlich, lebensbejahend. Sehr tanzbar.“[16]
- t-online.de: „Engel legen flotte Sohle aufs Parkett“[17]
- cdstarts.de: „[One Life] besitzt eindeutig Radio-Ohrwurmcharakter auf internationalem Niveau.“[18]
- oed24.at: „Dass der neue Song eine lebensbejahende Hymne ist passt zur Einstellung [...].“[19]
- Beatblogger.de: „Die Uptempo-Beats, verspielten Synthis und raffinierten Effekte sorgen für einen vollen Klang und passen hervorragend zu den Stimmen der No Angels.“[20]
- Fashion-Inside.de: „[...] klingt ziemlich vielversprechend, ist ziemlich tanzbar und für die Engel ein wenig ungewöhnlich [...].“[21]
- Taurus.net: „[...] besticht durch eingehende, kraftvolle Beats und zwingt einen förmlich auf die Tanzfläche. Der Chorus besitzt einen hymnenhaften Charakter [...]“[22]
- Mix1: „No Angels mit neuer hitverdächtiger Single“[23]

### Charts und Chartplatzierungen
Die Single erreichte Platz 15 in den deutschen und Platz 29 in den österreichischen Singlecharts. In den deutschen Downloadcharts erreichte der Song Platz 25 in der ersten Verkaufswoche. Am 18. Juni 2022 – am Tag des Konzertes zum 20-jährigen Bestehen der No Angels in der Parkbühne Wuhlheide in Berlin – erreichte der Song Platz neun der iTunes-Charts. In den offiziellen Downloadcharts gelang der Wiedereinstieg nach 13 Jahren auf Platz 37. Es verkaufte sich über 20.000 mal.
| ChartsChartplatzierungen | Höchstplatzierung | Wochen |
| ------------------------ | ----------------- | ------ |
| Deutschland (GfK)        | 15 (8 Wo.)        | 8      |
| Österreich (Ö3)          | 29 (4 Wo.)        | 4      |

### Auszeichnungen
One Life wurde als Bester Song National des Jahres 2009 mit dem Szenepreis ausgezeichnet. Für das Tennisturnier Gerry-Weber-Open in Halle/Westfalen wurde One Life als Turniersong des Jahres 2010 ausgewählt.

## Titelliste der Single
1. One Life – Single Version (3:37)
2. One Life – Pure Version (3:37)[1]

## Mitwirkende
- Gesang: Nadja Benaissa, Lucy Diakovska, Sandy Mölling, Jessica Wahls
- Produktion: Hakim Bell, Akene „The Champ“ Dunkley, Nasri Atweh, Adam Messinger
- Abmischung: Adam Messinger
- Mastering: Götz-Michael Rieth[1]